# Stenocereus
Stenocereus es un género de plantas vasculares perteneciente a la familia Cactaceae, se trata en su mayoría de árboles  con ramificación simple y de tallos columnares aunque existen especies de hábitos rastreros. 
Son nativos de México, Arizona en los EE. UU., Colombia, Costa Rica, y Venezuela. Este género de 23 especies se ha ampliado por la adición de especies que otrora se clasificaron dentro de otros géneros.

## Características
Las flores nacen cerca del ápice de los tallos y la mayoría son nocturnas. Son consideradas fáciles de cultivar aunque de crecimiento lento.
Los frutos de este género son ampliamente apreciados dentro de las áreas dónde se distribuyen las especies. Se les conoce con el nombre de pitayas y han sido parte de la dieta tradicional desde la época prehispánica. 

## Taxonomía
El género fue descrito por (A.Berger) Riccob. y publicado en Bollettino delle Reale Orto Botanico di Palermo 8(4): 253. 1909. La especie tipo es: Stenocereus stellatus (Pfeiff.) Riccob.  
Etimología
Stenocereus: nombre genérico que deriva de las palabras griegas:
"στενός" (stenos) para "apretado, estrecho" y se refiere a las costillas relativamente estrechos de las plantas y cereus para "cirio, vela".

## Especies
- Stenocereus alamosensis (J.M. Coult.) A.C. Gibson & K.E. Horak
- Stenocereus aragonii (F.A.C.Weber) Buxb.
- Stenocereus beneckei (Ehrenb.) A. Berger & Buxb.
- Stenocereus chacalapensis (Bravo & T. MacDoug.) Buxb.
- Stenocereus chrysocarpus Sánchez-Mej.
- Stenocereus dumortieri
- Stenocereus eichlamii (Britton & Rose) Buxb. ex Bravo
- Stenocereus eruca (Brandegee) A.C. Gibson & K.E. Horak
- Stenocereus fimbriatus (Lam.) Lourteig
- Stenocereus fricii Sánchez-Mej.
- Stenocereus griseus (Haw.) Buxb.
- Stenocereus gummosus (Engelm.) A. Gibson & K.E. Horak
- Stenocereus huastecorum Alvarado-Sizzo, Arreola-Nava & Terrazas
- Stenocereus hystrix (Haw.) Buxb.
- Stenocereus kerberi K. Schum.) A.C. Gibson & K.E. Horak
- Stenocereus martinezii (J.G. Ortega) Buxb.
- Stenocereus montanus (Britton & Rose) Buxb.
- Stenocereus pruinosus (Otto ex Pfeiff.) Buxb.
- Stenocereus queretaroensis F.A.C.Weber ex Mathes.) Buxb.
- Stenocereus quevedonis (J.G. Ortega) Buxb.
- Stenocereus standleyi (J.G. Ortega) Buxb.
- Stenocereus stellatus (Pfeiff.) Riccob.
- Stenocereus thurberi (Engelm.) Buxb.
- Stenocereus treleasei (Vaupel) Backeb.
- Stenocereus yunckeri (Standl.) P.V. Heath

## Sinonimia
- Hertrichocereus Backeb.
- Isolatocereus Backeb.
- Isolatocereus (Backeb.) Backeb.
- Machaerocereus Britton & Rose
- Marshallocereus Backeb.
- Neolemaireocereus Backeb.
- Rathbunia Britton & Rose
- Ritterocereus Backeb.